# Auguste Lewinsohn
Auguste Lewinsohn, geborene Gantze (geboren am 1. April 1868 in Copitz; gestorben am 11. November 1957 in Dresden) war eine deutsche Politikerin.

## Leben

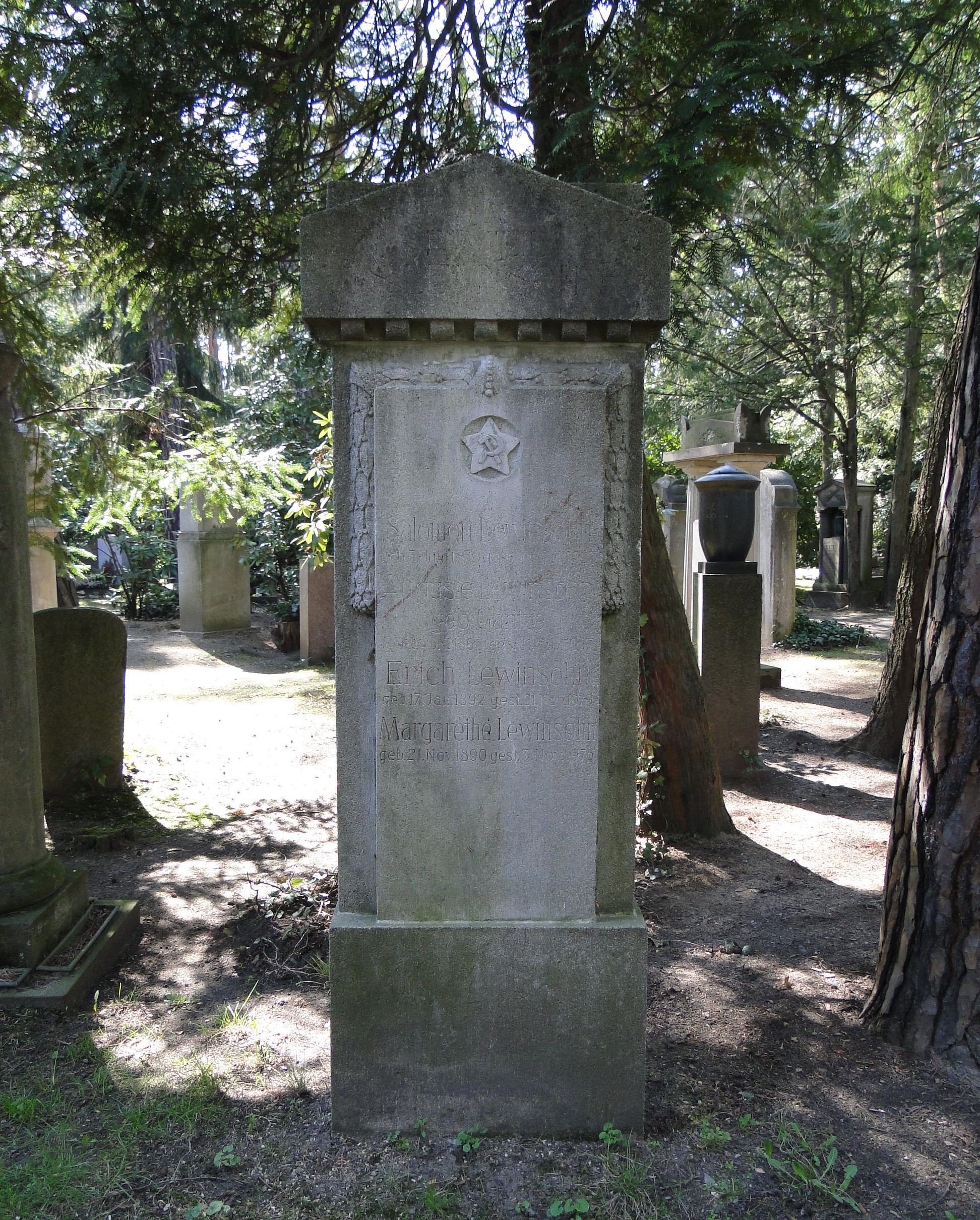
Grab von Auguste Lewinsohn in Dresden

Auguste Lewinsohn, geborene Gantze, war Politikerin. Die Tochter eines Elbschiffers verdiente ihr Brot zunächst als Landarbeiterin, Arbeiterin in der Zellulosefabrik Heidenau, Dienstmädchen in Dresden und schließlich Zigarrenwicklerin in der Zigarrenfabrik Uhlemann, Alaunstr. 18. Sie gründete mit ihren Kollegen eine Zweigstelle des Tabakarbeiterverbandes in Dresden.
Nach ihrer Heirat mit dem Buchhändler Salomon Lewinsohn traten sie gemeinsam der illegalen SPD bei, organisierten Streiks und Demonstrationen gegen Kinderarbeit, Hunger und Lebensmittelteuerung. Im Jahr 1890 war sie Mitglied im Vorstand des Frauenvereins der SPD. Sie setzte sich für Erwerbsarbeit von Frauen und ihre Teilnahme am politischen Leben ein. Das Ehepaar hatte vier Söhne. Auguste Lewinsohn wohnte in der Görlitzer Straße 23, wurde oft besucht von Clara Zetkin und Käte Duncker.
Im Jahr 1907 war sie Delegierte der sächsischen Frauen (gegen den Willen der männlichen Parteiführung) zum Internationalen Sozialistenkongress in Stuttgart. Sie unterstützte den Jugendbildungsverein (gegr. 1908) gegen Angriffe der Partei- und Gewerkschaftsführung, gründete innerhalb der SPD eine Kinderschutzkommission für Sachsen und stand ihr vor. Enttäuscht über die SPD-Politik, legte sie ihre Ämter nieder und trat in die KPD ein. Sie gründete zusammen mit Kohn die Arbeitersanitätskolonnen. Nach 1923 organisierte sie zusammen mit Liesel Sparschuh im Rahmen der Internationalen Arbeiterhilfe Erholungen für arme und kranke Kinder in Gottleuba. Sie organisierte Suppenküchen in der Altstadt und auf der Hechtstraße. Im Jahr 1923 starb ihr Mann. In der NS-Zeit verteilte sie Flugblätter und sammelte Geld für die Angehörigen politischer Häftlinge, unterlag der Beobachtung durch die Gestapo und mehreren Haussuchungen. 1934 wurde sie verhaftet und blieb zehn Monate in Untersuchungshaft. Sie saß 1947 beim Gründungskongress des DFD im Ehrenpräsidium. Lewinsohn verstarb 1957 in Dresden und wurde auf dem Urnenhain Tolkewitz beigesetzt.
Lewinsohn war Trägerin der Clara-Zetkin-Medaille. Im Jahr 2022 wurde bekannt, dass im neuentstehenden Baugebiet an der Stauffenbergallee, Ecke Marienallee, in Dresden eine Straße den Namen Auguste-Lewinsohn-Straße erhalten wird.